# Matt Redman
Matt Redman (Watford, 14 februari 1974) is een Britse christelijke aanbiddingsleider en liedjesschrijver.

## Biografie
Redman is een van de bekendste aanbiddingsleiders die geassocieerd zijn met Soul Survivor. Verschillende artiesten, zoals Michael W. Smith, Rebecca St. James en Tree63 hebben nummers van Redman gecoverd. Een paar van zijn bekende nummers zijn Heart Of Worship (When The Music Fades), Let Everything That Has Breath, Once Again en Blessed Be Your Name. Dit laatste nummer heeft een Dove Award gewonnen in 2005.
Redman was in het verleden aanbiddingsleider in de Soul Survivor-kerk in Watford en leidde de aanbidding op het jaarlijkse Soul Survivor-festival. Volgens oprichter Mike Pilavachi zijn deze festivals grote versies van de 'aanbiddingssessies' zoals hij ze had met Redman toen deze vijftien jaar oud was. In april 2023 kwam naar buiten dat Pilavachi diverse prominente leden van de Soul Survivor-beweging seksueel had misbruikt; in april 2024 vertelde Redman in een documentaire dat het om meer dan honderd gevallen ging en dat hij zelf ook slachtoffer was van diens ongewenste aanrakingen.
Voor het in 2006 uitgekomen Hillsong London-album Jesus is schreef Redman mee aan een groot deel van de songs.
In 2013 won hij 2 Grammy Awards voor zijn song 10,000 Reasons die in het Nederlands vertaald in de Opwekkingbundel verscheen (Tienduizend redenen, nr. 733). Andere liederen opgenomen in deze bundel zijn Heart of worship (Hart van aanbidding, nr. 548) en You never let go (Nooit meer alleen, nr. 698). Hij heeft verschillende boeken geschreven over christelijke aanbidding, zoals The Unquenchable Worshipper en Facedown uit 2004 dat bij de gelijknamige cd hoort.

## Trivia
Op 12 maart 2013 presenteerde de Nederlandse producer John Ewbank in het tv-programma De Wereld Draait Door het Koningslied voor de inhuldiging van koning Willem-Alexander. Direct werd hij op diverse social media beschuldigd van plagiaat. Een deel van zijn song leek sterk op de intro van 10,000 Reasons van Matt Redman. Ewbank gaf de gelijkenis toe, maar gaf aan dat hij al in 2005 een demo van zijn song had gemaakt en het lied van Redman niet kende.

## Privé
Matt Redman leeft vlakbij Brighton (Engeland), waar hij woont met zijn vrouw Beth en hun twee kinderen, Maisey en Noah.

## Discografie

### Muziek-cd's
- Wake Up My Soul - (1993)
- Passion For Your Name - (1995)
- The Friendship And The Fear - (1998)
- Intimacy - (1998), uitgebracht als The Heart Of Worship in de VS - (1999)
- The Father's Song - (2000)
- Where Angels Fear To Tread - (2002)
- Facedown - (2004)
- Blessed Be Your Name: The Worship Songs Of Matt Redman Vol. 1 - (2005)
- Beautiful News - (2007)
- We Shall Not Be Shaken - (2009)
- 10,000 Reasons - (2011)
- Your Grace Finds Me - (2013)
- Unbroken Praise- (2015)
- These Christmas Lights- (2016)
- Glory Song- (2017, upcoming)

### Muziek-dvd's
- Facedown - (2004)

## Optredens in Nederland
- 2007: Flevo Festival, Liempde
- 2008: Summer Worship, Zwolle
- 2014: EO-Jongerendag, Arnhem
- 2018: EO-Jongerendag, Arnhem
- 2022: Strandheem Festival, Opende